# آنیتا واختر
آنیتا واختر (انگلیسی: Anita Wachter؛ زادهٔ ۱۲ فوریهٔ ۱۹۶۷) اسکی‌باز آلپاین اهل اتریش بود. آنیتا واختر در دوران فعالیت خود در مسابقات اسکی‌بازی آلپاین، دو مدال طلا و دو مدال نقره از المپیک زمستانی و همچنین ۳ مدال طلا و ۲ مدال نقره از جام جهانی را کسب کرد.
آنیتا واختر از سال ۱۹۸۴ در رقابت‌های جهانی و المپیک شرکت کرد و در المپیک زمستانی ۱۹۸۸ در کانادا، دو مدال طلا را در رشتهٔ اسکی‌بازی آلپاین به دست آورد. وی در رقابت‌های المپیک زمستانی ۱۹۹۲ نیز در فرانسه، دو مدال نقره را کسب کرد.
آنیتا واختر همچنین در سال‌های ۱۹۸۷ و ۱۹۸۸ در مسابقات جام جهانی اسکی‌بازی آلپاین، ۳ مدال طلا و ۲ مدال نقره را به دست آورد. وی در سال ۱۹۹۲ از اسکی‌بازی بازنشسته شد و به عنوان مربی، به آموزش و پرورش اسکی‌بازان جوان مشغول شد.